# باشگاه والیبال ارتعاشات صنعتی
باشگاه والیبال ارتعاشات صنعتی یک باشگاه والیبال ایرانی است که سال ۱۳۸۷ در تهران تأسیس شد و در سال ۱۳۹۰ منحل شد و در سال ۱۳۹۳ بازگشت.
ارتعاشات صنعتی در سه سال حضورش در لیگ برتر، ۳ سرمربی عوض نمود، ارتعاشات صنعتی پس از ۳ سال حضور در لیگ برتر والیبال ایران با کسب نتایج ضعیف از لیگ برتر انصراف داد و باشگاه والیبال ارتعاشات صنعتی منحل شد اما در سال ۱۳۹۳ فعالیت خود را با هدف حمایت از ملی پوشان نوجوان والیبال ایران از سر گرفت.

## بازیکنان برجسته و سرشناس
- بهنام محمودی
- علیرضا بهبودی
- رضا سلیمانی
- تاسیف
- سامان فائزی

## سازنده البسه
| لیگ       | سازنده البسه | اسپانسر پیراهن |
| --------- | ------------ | -------------- |
| ۱۳۹۰–۱۳۸۷ | IDEAL        | چی توز         |
| ۱۳۹۳-     | -            | ارتعاشات صنعتی |